# Charles Darrow
Charles Brace Darrow (1889-1967) là nhà phát minh người Mỹ. Ông là người phát minh ra trò chơi nổi tiếng Monopoly vào năm 1933. Sau đó, ông bán lại bản quyền cho George Parker.